# Kenglon
Kenglon és un subestat de l'estat de Kehsi Mansam, al sud-est de la ciutat de Kehsi, amb una superfície de 111 km². Forma part de l'estat Shan de Myanmar. Va ser part de Hsenwi i després en va quedar separat. La població és shan i viu en uns 70 llogarets dels quals el principal és la capital Kenglon amb uns 1.500 habitants.